# Джирок (комуна)
Джирок (рум. Giroc) — комуна у повіті Тіміш в Румунії. До складу комуни входять такі села (дані про населення за 2002 рік):
- Джирок (2291 особа)
- Кішода (2004 особи)

Комуна розташована на відстані 406 км на захід від Бухареста, 6 км на південь від Тімішоари.

## Населення
За даними перепису населення 2002 року у комуні проживали 4295 осіб.
Національний склад населення комуни:
| Національність | Кількість осіб | Відсоток |
| -------------- | -------------- | -------- |
| румуни         | 4060           | 94,5%    |
| угорці         | 112            | 2,6%     |
| німці          | 61             | 1,4%     |
| цигани         | 31             | 0,7%     |
| серби          | 16             | 0,4%     |
| українці       | 8              | 0,2%     |
| словаки        | 5              | 0,1%     |
| болгари        | 1              | < 0,1%   |

Рідною мовою назвали:
| Мова       | Кількість осіб | Відсоток |
| ---------- | -------------- | -------- |
| румунська  | 4093           | 95,3%    |
| угорська   | 108            | 2,5%     |
| німецька   | 55             | 1,3%     |
| циганська  | 16             | 0,4%     |
| сербська   | 12             | 0,3%     |
| словацька  | 4              | 0,1%     |
| українська | 3              | 0,1%     |
| російська  | 1              | < 0,1%   |
| болгарська | 1              | < 0,1%   |

Склад населення комуни за віросповіданням:
| Релігія                                       | Кількість осіб | Відсоток |
| --------------------------------------------- | -------------- | -------- |
| православні                                   | 3697           | 86,1%    |
| п'ятдесятники                                 | 224            | 5,2%     |
| баптисти                                      | 150            | 3,5%     |
| римо-католики                                 | 131            | 3,1%     |
| греко-католики                                | 37             | 0,9%     |
| реформати                                     | 24             | 0,6%     |
| адвентисти                                    | 14             | 0,3%     |
| лютерани (Синодально-пресвітеріанська церква) | 4              | 0,1%     |
| мусульмани                                    | 3              | 0,1%     |
| бретрени                                      | 3              | 0,1%     |
| не релігійні                                  | 2              | < 0,1%   |